# Erich von Krosigk
Erich Adolf Wilhelm von Krosigk (* 26. September 1829 in Rathmannsdorf; † 20. Februar 1917 ebenda) war ein deutscher Kammerherr, Jurist und Abgeordneter des herzoglich-anhaltinischen Landtages. In seiner Karriere brachte er es auch zum Präsidenten des Landtages.

## Leben

### Herkunft und Familie
Erich von Krosigk war das siebte Kind von Adolf von Krosigk (1799–1856) und dessen Ehefrau Louise Friederike Ottolie Caroline (genannt Lisette) (1800–1863), Tochter von Johann Ludwig von Westphalen (1770–1842). Er heiratete am 21. April 1857 in Destedt Sidonie, geb. von Veltheim (1838–1873) und bekam mit ihr fünf Kinder; darunter Dedo von Krosigk und Ehrengard von Krosigk (1873–1943) ⚭ Friedrich von Plettenberg-Heeren. Die jüngere Tochter Frieda (1872–1941) war die zweite Ehefrau des späteren Generalmajors Hans von Tschirschky und Bögendorff. Sein gleichnamiger Sohn Erich Carl Gotthilf von Krosigk (* 1863) wurde ebenfalls Offizier.
Nach ihrem Tod heiratete er am 5. Juli 1881 in Neustrelitz Luise Gräfin von Schwerin (1853–1920) und bekam mit ihr zwei Kinder; darunter der spätere Reichsfinanzminister Johann Ludwig Graf Schwerin von Krosigk.

### Karriere
Seine Schulzeit verbrachte er u. a. auf dem Pädagogium zum Kloster Unser Lieben Frauen in Magdeburg. Bis 1860 arbeitete von Krosigk noch als Kammerjunker in Rathmannsdorf und Hohenerxleben. Mit seinem Bruder Anton war er Mitglied im Verein für Pferdezucht und Pferdedressur in Berlin. Danach wurde er Kammerherr im Hofstaat von Friedrich I. Seit mindestens 1865 wurde von Krosigk in den Landtag des Herzogtums Anhalt von den meistbesteuerten Grundbesitzern gewählt. Diese Position hielt er mehrere Jahrzehnte inne, bis er 1902 zum Präsidenten des Landtages gewählt wurde, was er bis 1906 blieb. Währenddessen wurde er auch zum Oberschlosshauptmann von Ballenstedt ernannt. Schlosshauptmann war er bereits vor 1894.
In Rathmannsdorf gründete er 1866 eine Zuckerfabrik und eine Spiritusbrennerei.

## Auszeichnungen
- Johanniterorden (Ehrenritter) im Jahre 1890[7]
- Kommandeur des Großherzoglichen Mecklenburgischen Hausordens der Wendischen Krone
- Komtur II. Klasse des Herzoglich Sachsen-Ernestinischen Hausordens
- Großkreuz des Hausordens Albrechts des Bären

## Genealogie
- Gothaisches Genealogisches Taschenbuch der Uradeligen Häuser. 1908. 9. Jahrgang, Justus Perthes, Gotha November 1907, S. 440 f.